# 踏み出し
踏み出し（ふみだし）は相撲の非技（勝負結果）の一つで勇み足とは違い戦意が無く、土俵外に出た場合や相手とぶつかってもいないのに後ろに下がって出てしまう場合がある。
2001年（平成13年）1月場所より勝負結果として採用されており、最近では以下のような例がある。
- 2025年（令和7年）5月場所14日目の高安 - 千代翔馬戦（千代翔馬●）
- 2023年（令和5年）3月場所10日目の欧勝馬 - 栃ノ心戦（栃ノ心●）
- 2022年（令和4年）11月場所初日の北青鵬 - 千代の国戦（千代の国●）
- 2014年（平成26年）7月場所7日目の大関稀勢の里 - 嘉風戦（嘉風●）
- 2014年（平成26年）1月場所5日目の豊響 - 大関鶴竜戦（豊響●）
- 2013年（平成25年）7月場所9日目の阿覧 - 嘉風戦（嘉風●）などでそれぞれ記録されている。

公式な相撲用語ではないが、古くは足先が俵に掛かっている状態で踵が蛇の目に触れた場合を「踏み切り」と呼んだ。

## 有名な対戦
- 十両での朝嵐-和晃、1968年（昭和43年）9月場所初日。

制限時間いっぱいになったが、朝嵐は土俵内にごみが落ちていたため、待ったをかけて土俵の外へ出て捨てた。しかし、その行為に物言いがつき、審議の結果「時間いっぱいの後に土俵を出たため戦意無しとみて反則負け」となった。朝嵐は納得がいかなかったため、後で審判室で抗議したが決定が覆ることはなかった。
ただし、この対戦が行われた当時は踏み出しが勝負結果として採用されていなかったため、公式記録は『反則』であった。